# Ангедония
Ангедони́я (греч. ἀν- отрицательная приставка + ἡδονή «наслаждение») — это широкий спектр нарушений гедонической функции, включая снижение мотивации или способности испытывать удовольствие. В то время как более ранние определения подчеркивали неспособность испытывать удовольствие, ангедония в настоящее время используется исследователями для обозначения сниженной мотивации, сниженного предвосхищающего удовольствия (желания), сниженного удовольствия от завершения (симпатии) и дефицита в обучении с подкреплением. В DSM-5 ангедония является компонентом депрессивных расстройств, расстройств, связанных с психотическими веществами, психотических расстройств и расстройств личности, там, где это определяется либо сниженной способностью испытывать удовольствие, либо сниженным интересом к занятиям приятной деятельностью. Хотя в МКБ-10 прямо не упоминается ангедония, депрессивный симптом, аналогичный ангедонии, как описано в DSM-5, представляет собой потерю интереса или удовольствия.

## Определение
Хотя ангедония была первоначально определена в 1886 году Теодюлем-Арманом Рибо как пониженная способность испытывать удовольствие, она использовалась для обозначения дефицита во многих аспектах вознаграждения. Переосмысление ангедонии подчеркивает независимость «желания» и «симпатии». «Желание» является компонентом предвосхищающего положительного воздействия, опосредующего как мотивацию (то есть значимость стимула) для взаимодействия с вознаграждением, так и положительные эмоции, связанные с ожиданием награды. «Симпатия», с другой стороны, связана с удовольствием, получаемым от потребления награды. Осознание процессов, связанных с вознаграждением, также использовалось для классификации вознаграждения в контексте ангедонии, поскольку исследования, сравнивающие неявное поведение с явными самоотчетами, демонстрируют их диссоциацию. Обучение также было предложено в качестве независимого аспекта вознаграждения, которое может быть нарушено в условиях, связанных с ангедонией, но эмпирических доказательств, отделяющих обучение от «симпатии» или «желания», не хватает.
Ангедония также используется для обозначения «аффективного притупления», «ограниченного диапазона аффекта», «эмоционального оцепенения» и «плоского аффекта», особенно в контексте посттравматических стрессовых расстройств. У пациентов с ПТСР шкалы, измеряющие эти симптомы, сильно коррелируют со шкалами, которые измеряют более традиционные аспекты ангедонии, подтверждая эту ассоциацию.

## Причины
Исследования в клинических популяциях, здоровых популяциях и моделях на животных выявили ряд нейробиологических субстратов ангедонии. Области, вовлечённые в ангедонию, включают префронтальную кору в целом, особенно орбитофронтальную кору (ОФК), полосатое тело, амигдалу, переднюю поясную кору (ППК), гипоталамус и вентральную область покрышки (ВОП). Исследования нейровизуализации на людях показали, что дефицит в завершающих аспектах вознаграждения связан с аномалиями в вентральном полосатом теле и медиальной префронтальной коре, в то время как дефицит в упреждающих аспектах вознаграждения связан с аномалиями в гиппокампе, дорсальном ППК и префронтальных областях. Эти отклонения, как правило, согласуются с моделями на животных, за исключением противоречивых результатов в отношении ОФК. Это несоответствие может быть связано с трудностями визуализации ОФК из-за его анатомического расположения или небольшого числа исследований, проведённых по ангедонии; в ряде исследований сообщалось о снижении активности ОФК при шизофрении и тяжёлой депрессии, а также о прямой связи между сниженной активностью и ангедонией. Исследователи предполагают, что ангедония может быть результатом нарушения системы вознаграждения мозга, включающей нейромедиатор дофамин. Ангедонию можно охарактеризовать как «нарушенную способность стремиться, испытывать и/или узнавать об удовольствии, которое часто, но не всегда доступно сознательному осознанию».
Состояния акинетического мутизма и негативные симптомы тесно связаны. При акинетическом мутизме инсульт или другое поражение передней поясной извилины вызывает уменьшение движений (кинетический) и речи (мутизм).

## Проявления

### Большое депрессивное расстройство
Ангедония встречается примерно у 70% людей с большим депрессивным расстройством (БДР). Ангедония является основным симптомом БДР; поэтому у людей, испытывающих этот симптом, может быть диагностирована депрессия, даже при отсутствии низкого / подавленного настроения. Руководство по диагностике и статистике психических расстройств (ДСМ) описывает «отсутствие интереса или удовольствия», но их может быть трудно распознать, учитывая, что люди, как правило, меньше интересуются вещами, которые не доставляют им удовольствия. Критерий ДСМ потери веса, вероятно, связан с этим, и многие люди с этим симптомом описывают отсутствие удовольствия от еды. Они могут изображать любые непсихотические симптомы и признаки депрессии.

### Шизофрения
Ангедония — это один из негативных симптомов шизофрении. Хотя для классификации негативных симптомов обычно используются пять доменов, факторный анализ анкет даёт два фактора, один из которых включает дефицит удовольствия и мотивации. Люди с шизофренией ретроспективно сообщают, что испытывают меньше положительных эмоций, чем здоровые люди. Однако «симпатия», или завершающее удовольствие, у шизофреников остаётся неизменной, поскольку они сообщают, что испытывают такую же степень положительного воздействия при предъявлении вознаграждающих стимулов. Исследования нейровизуализации подтверждают это поведенческое наблюдение, поскольку в большинстве исследований сообщается о неповрежденных реакциях системы вознаграждения (то есть вентральной области покрышки, ВОП) на простые вознаграждения. Однако исследования, посвящённые денежным вознаграждениям, иногда сообщают о снижении отзывчивости. Более последовательное снижение наблюдается в отношении эмоциональной реакции во время ожидания вознаграждения, что отражается в снижении отзывчивости как корковых, так и подкорковых компонентов системы вознаграждения. Шизофрения связана с уменьшением положительных ошибок прогнозирования (нормальная реакция на неожиданную награду), которая, как показали несколько исследований, коррелирует с негативными симптомами. Шизофреники демонстрируют нарушения в выполнении заданий по обучению с подкреплением только тогда, когда задача требует явного обучения или является достаточно сложной. С другой стороны, обучение с неявным подкреплением относительно нетронуто. Эти дефициты могут быть связаны с дисфункцией ППК, ОФК и дорсолатеральной префронтальной корой, приводящей к ненормальному представлению вознаграждения и целей.

### Расстройства, связанные с психоактивными веществами
Ангедония часто встречается у людей, которые зависят от одного или нескольких из широкого спектра наркотиков, включая алкоголь, опиоиды и никотин. Хотя ангедония со временем становится менее выраженной, она является важным предиктором рецидива.

### Посттравматическое стрессовое расстройство
В то время как ПТСР связано со сниженной мотивацией, частью предвосхищающего «желания», оно также связано с повышенным поиском ощущений и отсутствием дефицита физиологического возбуждения или самооценки удовольствия от положительных стимулов. ПТСР также связано с притуплённым аффектом, что может быть связано с высокой сопутствующей патологией с депрессией.

### Болезнь Паркинсона
Ангедония часто встречается при болезни Паркинсона, причём её частота составляет от 7 % до 45 %. Неизвестно, связана ли ангедония с высокими показателями депрессии при болезни Паркинсона или нет.

### Биполярное расстройство
Сообщается также, что ангедония появляется у людей с биполярным аффективным расстройством (БАР).

### Синдром дефицита внимания и гиперактивности
Ангедония может быть связана с СДВГ. Нарушения дофаминергической и серотонинергической функций в головном мозге людей с СДВГ приводят к нарушению регуляции обработки вознаграждения, что может привести к ангедонии.

## Сексуальная ангедония
Сексуальная ангедония у мужчин также известна как «эякуляторная ангедония». Это условие означает, что мужчина будет эякулировать без сопутствующего чувства удовольствия.
Это состояние чаще всего встречается у мужчин, но женщины также могут страдать от недостатка удовольствия, когда тело проходит через процесс оргазма.
Сексуальная ангедония может быть вызвана по следующим причинам:
- Гиперпролактинемия
- Гипоактивное расстройство сексуального желания (ГРСЖ), также называемое подавленным сексуальным желанием
- Травма спинного мозга
- Рассеянный склероз
- Использование антидепрессантов СИОЗС или использование антидепрессантов СИОЗС в прошлом[22]
- Применение (или предыдущее применение) антидопаминергических нейролептиков (антипсихотиков)[23][24]
- Усталость
- Физическое заболевание.

Очень редко неврологическое обследование и анализы крови могут определить причину конкретного случая сексуальной ангедонии.
Пациентам может быть назначен бупропион с замедленным высвобождением для облегчённого лечения, который, как было показано, облегчает сексуальную дисфункцию даже у пациентов без депрессии.

## Социальная ангедония

### Определение
Социальная ангедония определяется как незаинтересованность в социальных контактах и отсутствие удовольствия в социальных ситуациях и характеризуется социальной замкнутостью. Эта характеристика обычно проявляется как безразличие к другим людям. В отличие от интроверсии, непатологического измерения человеческой личности, социальная ангедония представляет собой дефицит способности испытывать удовольствие в социальной сфере. Кроме того, социальная ангедония отличается от социальной тревоги тем, что социальная ангедония преимущественно характеризуется снижением положительного аффекта, в то время как социальная тревога отличается как снижением положительного аффекта, так и преувеличением отрицательного аффекта.
Эта черта в настоящее время рассматривается как центральная характеристика, а также предиктор расстройств спектра шизофрении.

### Признаки и симптомы
- Сниженная способность испытывать межличностное удовольствие
- Социальная замкнутость/изоляция
- Снижение способности к социальным контактам и взаимодействию
- Отсутствие близких друзей и интимных отношений, а также снижение качества этих отношений
- Плохая социальная адаптация
- Уменьшенное положительное влияние
- Уплощённый аффект
- Депрессивное настроение
- Тревога, связанная с состоянием[29][30].

### Предпосылки и раннее клиническое наблюдение
Термин «ангедония» происходит от греческого an- — «без» и hēdonē — «удовольствие». Интерес к природе удовольствия и его отсутствию восходит к древнегреческим философам, таким как Эпикур. Симптомы ангедонии были введены в сферу психопатологии в 1809 году Джоном Хэслэмом., который охарактеризовал пациента, страдающего шизофренией, как безразличного к «тем предметам и занятиям, которые раньше были источниками удовольствия и наслаждений». Эта концепция была официально введена Теодюлем-Арманом Рибо и позже использована психиатрами Полом Эйгеном Блейлером и Эмилем Крепелиным для описания основного симптома шизофрении. В частности, Радо постулировал, что шизотипы, или люди с фенотипом шизофрении, имеют два ключевых генетических дефицита, один из которых связан со способностью испытывать удовольствие (ангедония), а другой связан с проприоцепцией. В 1962 году Мил развил теорию Радо, представив концепцию шизотаксии, генетически обусловленного нейронного интегративного дефекта, который, как считается, приводит к возникновению личностного типа шизотипии. Лорен и Джин Чепмен далее различали два типа ангедонии: физическую ангедонию, или дефицит способности испытывать физическое удовольствие, и социальную, или дефицит способности испытывать межличностное удовольствие.
Недавние исследования показывают, что социальная ангедония может представлять собой продром психотических расстройств. Родственники первой степени лиц с шизофренией демонстрируют повышенный уровень социальной ангедонии, более высокие исходные показатели социальной ангедонии связаны с более поздним развитием шизофрении. Эти результаты подтверждают гипотезу о том, что он представляет собой генетический маркер риска расстройств шизофренического спектра.
Кроме того, повышенный уровень социальной ангедонии у пациентов с шизофренией был связан с ухудшением социального функционирования. Социально ангедонические индивиды хуже справляются с рядом нейропсихологических тестов, чем неангедонические участники, и демонстрируют аналогичные физиологические отклонения, наблюдаемые у пациентов с шизофренией.

### Сопутствующая патология
Ангедония присутствует в нескольких формах психопатологии.

#### Депрессия
Социальная ангедония наблюдается как при депрессии, так и при шизофрении. Однако социальная ангедония — это состояние, связанное с депрессивным эпизодом, а другое — черта, связанная с личностной конструкцией, связанной с шизофренией. Эти два человека, как правило, высоко оценивают показатели самооценки социальной ангедонии. Бланчард, Хоран и Браун продемонстрировали, что, хотя группы пациентов с депрессией и шизофренией могут выглядеть очень похожими с точки зрения социальной ангедонии в разрезе, со временем, когда у людей с депрессией наступает ремиссия симптомов, у них появляется меньше признаков социальной ангедонии, в то время как у людей с шизофренией этого не происходит. Бланчард и коллеги (2011 г.) обнаружили, что у людей с социальной ангедонией также были повышенные показатели пожизненных расстройств настроения, включая депрессию и дистимию, по сравнению с контрольной группой.

#### Социальная тревожность
Как упоминалось выше, социальная тревожность и социальная ангедония существенно различаются. Однако социальная ангедония и социальная тревожность также часто являются сопутствующими заболеваниями. Люди с социальной ангедонией могут проявлять повышенную социальную тревожность и подвергаться повышенному риску развития социальных фобий и генерализованного тревожного расстройства. Ещё предстоит определить, какова точная взаимосвязь между социальной ангедонией и социальной тревожностью, и усиливает ли одно другое. Люди с социальной ангедонией могут проявлять повышенную реактивность на стресс, что означает, что они чувствуют себя более подавленными или беспомощными в ответ на стрессовое событие по сравнению с контрольными субъектами, которые испытывают тот же тип стрессора. Эта дисфункциональная стрессовая реактивность может коррелировать с гедоническими способностями, обеспечивая потенциальное объяснение повышенных симптомов тревоги, наблюдаемых у людей с социальной ангедонией. В попытке отделить социальную ангедонию от социальной тревоги «Пересмотренная шкала социальной ангедонии» не включала пункты, потенциально нацеленные на социальную тревожность. Однако необходимо провести дополнительные исследования основных механизмов, посредством которых социальная ангедония накладывается и взаимодействует с социальной тревожностью. Усилия инициативы по критериям исследовательской области «социальные процессы» будут иметь решающее значение для разграничения этих компонентов социального поведения, которые могут лежать в основе психических заболеваний, таких как шизофрения.

## Специфическая музыкальная ангедония
Недавние исследования показали, что люди, у которых нет никаких проблем с обработкой музыкальных тонов или ритмов, всё же не получают удовольствия от прослушивания музыки. Специфическая музыкальная ангедония отличается от мелофобии, страха перед музыкой.